# (2985) Shakespeare
(2985) Shakespeare (1983 TV1) – planetoida z pasa głównego asteroid.

## Odkrycie
Została odkryta 12 października 1983 roku w Lowell Observatory przez Edwarda Bowella. Nazwa planetoidy została nadana na cześć Williama Szekspira, angielskiego poety i dramaturga.

## Orbita
(2985) Shakespeare okrąża Słońce w ciągu 4,81 lat w średniej odległości 2,85 j.a. Planetoida należy do rodziny planetoidy Koronis.